# Evelyn Iljeh
Evelyn Iljeh (Malmö, 13 augustus 2001) is een Zweeds voetbalspeelster. Ze speelt als aanvaller voor AC Milan in de Serie A.

## Clubcarrière
Iljeh begon op tienjarige leeftijd met voetballen Ze begon haar profcarrière bij Kopparbergs/Göteborg FC, waarvoor ze debuteerde in een 1-3 nederlaag tegen Hammarby IF op 21 april 2018.
Sinds 2024 komt Iljeh uit voor het Italiaanse AC Milan in de Serie A.

## Statistieken
| Seizoen | Club                    | Land   | Competitie     | Wedstrijden | Doelpunten |
| ------- | ----------------------- | ------ | -------------- | ----------- | ---------- |
| 2018    | Kopparbergs/Göteborg FC | Zweden | Damallsvenskan | 2           | 0          |
| 2019    | Kopparbergs/Göteborg FC | Zweden | Damallsvenskan | 6           | 0          |
| 2020    | Kopparbergs/Göteborg FC | Zweden | Damallsvenskan | 5           | 0          |
| 2021    | BK Häcken               | Zweden | Damallsvenskan | 10          | 1          |
| 2022    | Lidköpings FK           | Zweden | Elitettan      | 12          | 6          |
| 2022    | Växjö DFF               | Zweden | Elitettan      | 25          | 22         |
| 2023    | Växjö DFF               | Zweden | Elitettan      | 17          | 10         |
| 2023/24 | AC Milan                | Italië | Serie A        | 12          | 3          |
| 2024/25 | AC Milan                | Italië | Serie A        | 24          | 10         |
| Totaal  | Totaal                  | Totaal | Totaal         | 113         | 52         |

Laatste update: 18 april 2025

## Interlandcarrière
Iljeh werd voor het eerst opgeroepen voor het Zweedse nationale team in juni 2024 voor interlandwedstrijden tegen Frankrijk en Engeland in de kwalificatiereeks voor het EK 2025. In de wedstrijd tegen Frankrijk begon ze in de basis in Dijon, waar Zweden met 2-1 verloor. Vier dagen later mocht ze invallen voor Madelen Janogy voordat de tweede helft begon in Göteborg. Deze wedstrijd eindigde in een doelpuntloos gelijkspel.

## Persoonlijk
Iljeh is de zus van voetbalspeelster Josephine Iljeh en de dochter van voormalig voetballer Peter Iljeh.